# Monte (Terras de Bouro)

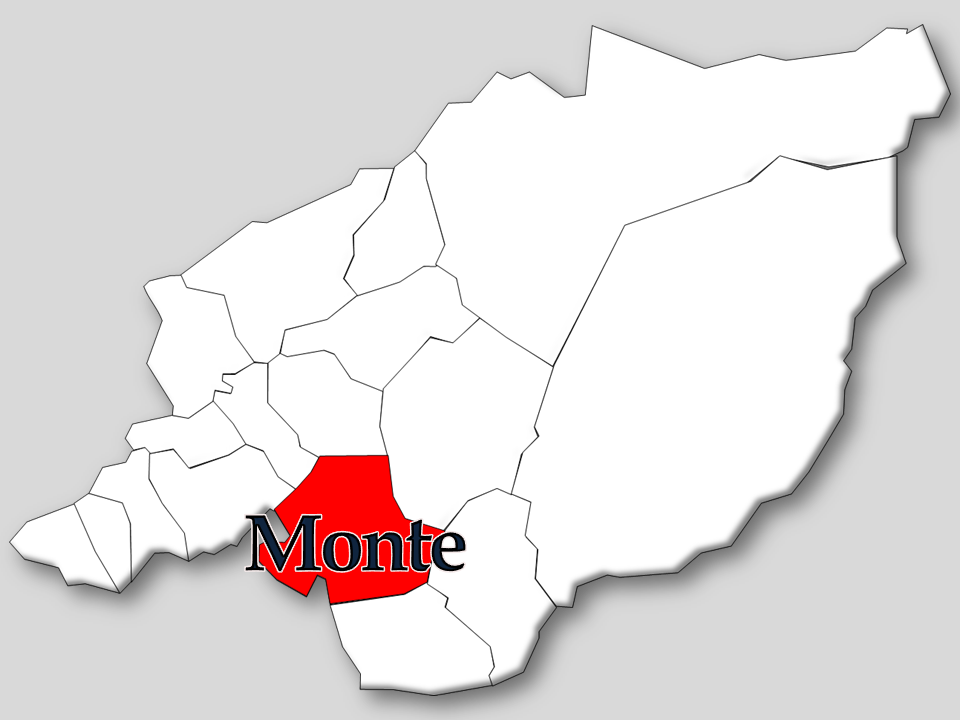
Localização no Município de Terras de Bouro

Monte foi é uma povoação portuguesa do Município de Terras de Bouro que foi sede da extinta Freguesia de Monte, freguesia que tinha 11,97 km² de área e 126 habitantes (2011), e, por isso, uma densidade populacional de 11 hab/km².
A Freguesia de Monte foi extinta (agregada) em 2013, no âmbito de uma reforma administrativa nacional, para em conjunto com a Freguesia de Chorense formar uma nova freguesia denominada União das Freguesias de Chorense e Monte.

## História
Integrou o concelho de Santa Marta do Bouro até 1853, data em que passou para o (atual município) de Terras de Bouro.

## População
| População da freguesia de Monte | População da freguesia de Monte | População da freguesia de Monte | População da freguesia de Monte | População da freguesia de Monte | População da freguesia de Monte | População da freguesia de Monte | População da freguesia de Monte | População da freguesia de Monte | População da freguesia de Monte | População da freguesia de Monte | População da freguesia de Monte | População da freguesia de Monte | População da freguesia de Monte | População da freguesia de Monte |
| ------------------------------- | ------------------------------- | ------------------------------- | ------------------------------- | ------------------------------- | ------------------------------- | ------------------------------- | ------------------------------- | ------------------------------- | ------------------------------- | ------------------------------- | ------------------------------- | ------------------------------- | ------------------------------- | ------------------------------- |
| 1864                            | 1878                            | 1890                            | 1900                            | 1911                            | 1920                            | 1930                            | 1940                            | 1950                            | 1960                            | 1970                            | 1981                            | 1991                            | 2001                            | 2011                            |
| 260                             | 264                             | 303                             | 292                             | 276                             | 288                             | 302                             | 293                             | 262                             | 295                             | 240                             | 231                             | 190                             | 147                             | 126                             |

## Património
- Igreja Paroquial de Santa Isabel do Monte.